# フェーズフィールド法
フェーズフィールド法（英語: Phase-Field Models、PFM）はメゾスケール（数nm - 1mmくらい）における材料内部組織形成を直接計算する手法。材料の分野で広く用いられている、現象論的なシミュレーション法。拡散界面モデルを用いて、移動する自由界面位置を簡便に定義できる利点がある。

## 概要
フェーズフィールド法は、場の秩序変数を用いた不均一場における連続体モデルである。秩序変数は物理的に保存変数と非保存変数に分類されるので、形式的にフェーズフィールド法は、保存場および非保存場の非線形発展方程式を同時に数値解析し、組織形成の時間発展を計算するシミュレーション手法と見なすことができる。

## フェーズフィールド法における二つの流れ
- 移動する自由界面問題の代替法としてのフェーズフィールド法
- 本質的に拡散界面を有する現象に対するフェーズフィールド法

## 計算できない現象
発展方程式が全エネルギーの減少過程しか計算しないため、一旦、系のエネルギーが増加する核形成現象を計算することはできない。

## 関連事項
- フェーズフィールドクリスタル法
- 分子動力学
- モンテカルロ法
- セルオートマトン
- デンドライト成長
- 拡散相分離
- マルテンサイト変態
- スピノーダル分解